# Portulaca thellusonii
Portulaca thellusonii är en portlakväxtart som beskrevs av John Lindley. Portulaca thellusonii ingår i släktet portlaker, och familjen portlakväxter. Inga underarter finns listade i Catalogue of Life.